# Epiteli cuboidal estratificat
L'epiteli cuboidal estratificat és un tipus d'epiteli compost per múltiples capes de cèl·lules en forma de cuboidal (similar a un cub).
Només la capa més superficial està formada per cèl·lules cuboïdals i les altres capes poden ser cèl·lules d'altres tipus.

## Estructura
Aquest tipus de teixit es pot observar a les glàndules sudorípares, les glàndules mamàries, les glàndules circumanals i les glàndules salivals.